# Tonträger

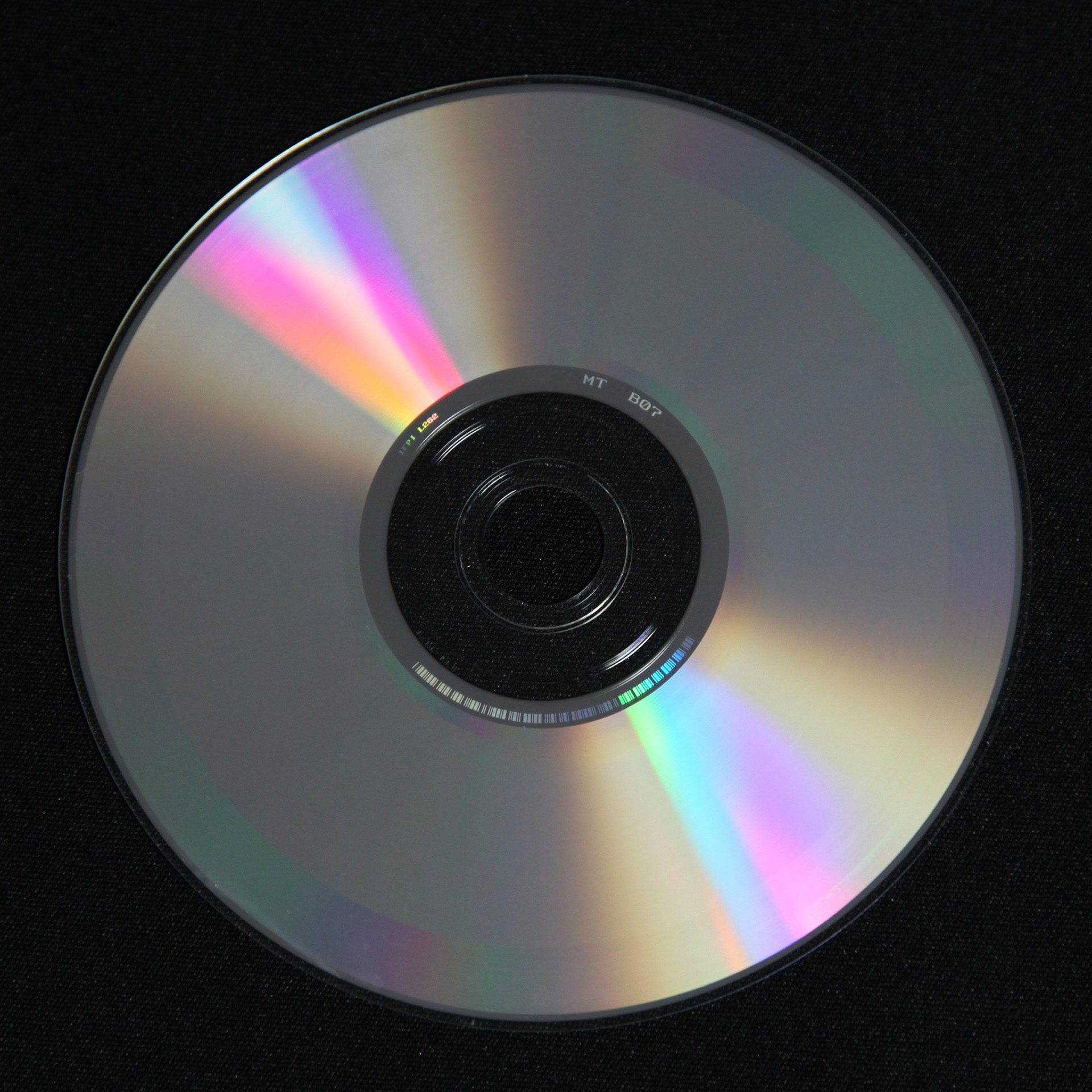
Tonträger – Die Compact Disk

Tonträger (umgangssprachlich auch (Ton-)Konserve; englisch phonogram, audio storage device, sound carrier) sind ausschließlich akustische Fixierungen von Klängen einer Aufführung oder anderer Töne, also physische Trägermedien zur Speicherung und Übertragung von Tönen.
Musik, Sprache und Geräusche werden mit Hilfe von Tonträgern konserviert und sind relativ unabhängig von Raum und Zeit zur Wiedergabe verfügbar. Nach der Legaldefinition des § 1 Abs. 2 Satz 1 JuSchG sind Trägermedien „Medien mit Texten, Bildern oder Tönen auf gegenständlichen Trägern, die zur Weitergabe geeignet, zur unmittelbaren Wahrnehmung bestimmt oder in einem Vorführ- oder Spielgerät eingebaut sind“.
Tonträger sind Datenträger und enthalten gespeicherte Informationen, die durch ein Wiedergabegerät (insbesondere CD-Spieler, Kassettenrekorder, Schallplattenspieler, Tonbandgerät) in für den Menschen hörbare Schallereignisse umgewandelt werden müssen. Da Musikalien (Notenblätter, Notenhefte) keiner Umwandlung bedürfen, gehören sie nicht zu den Tonträgern. Heute gibt es eine Vielzahl unterschiedlicher Tonträger, die sich vor allem bezüglich Speicherkapazität, Tonqualität, Material und Größe voneinander unterscheiden.

## Geschichte
Tonträger machten erstmals in der Musikgeschichte die Klangstruktur einer Aufführung selbst als Objekt verfügbar. Der Musikliebhaber musste also nicht mehr Aufführungen besuchen, um Musikwerke zu hören.

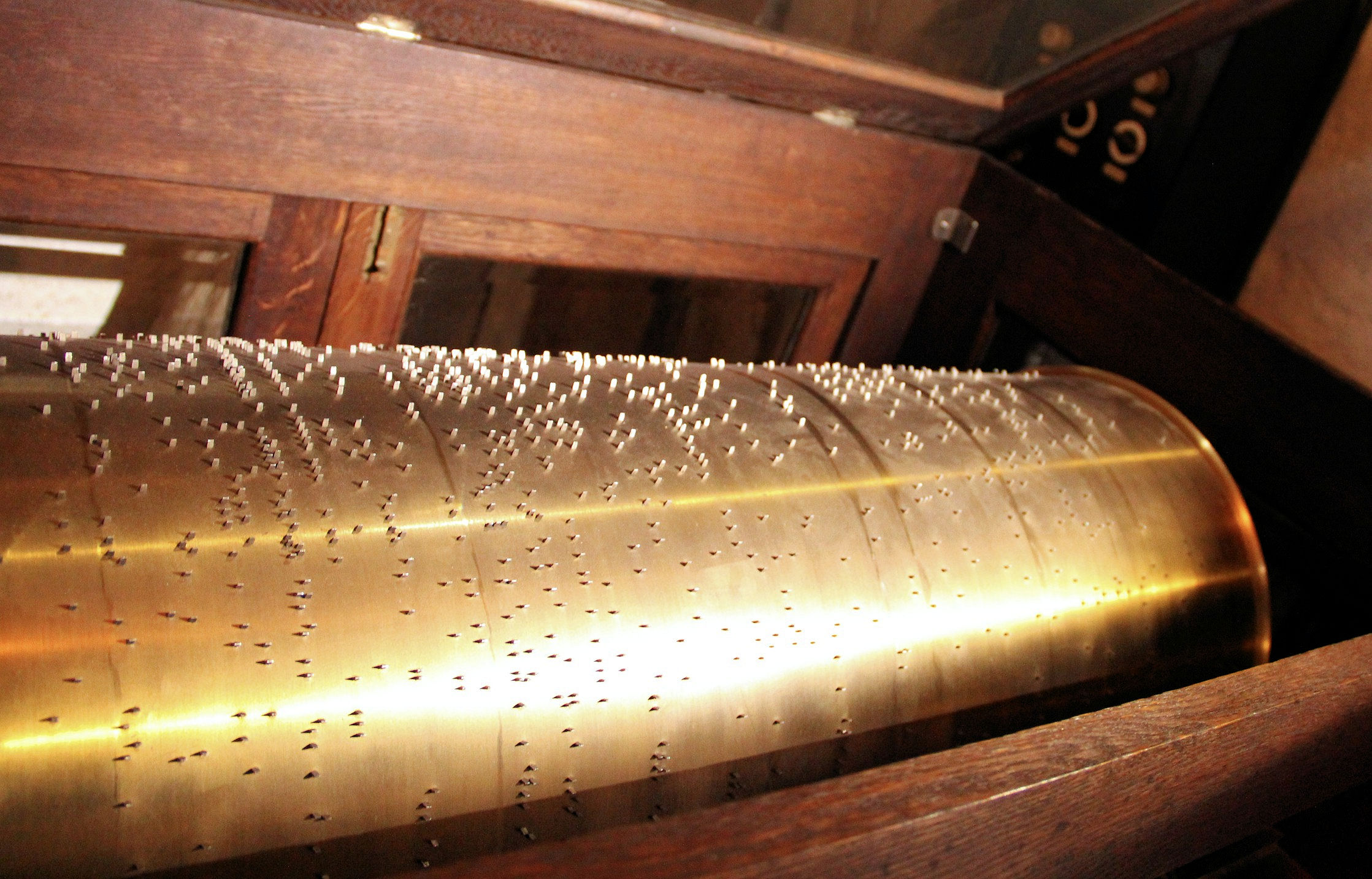
Stiftwalze – Glockenspiel in der Frauenkirche Meißen
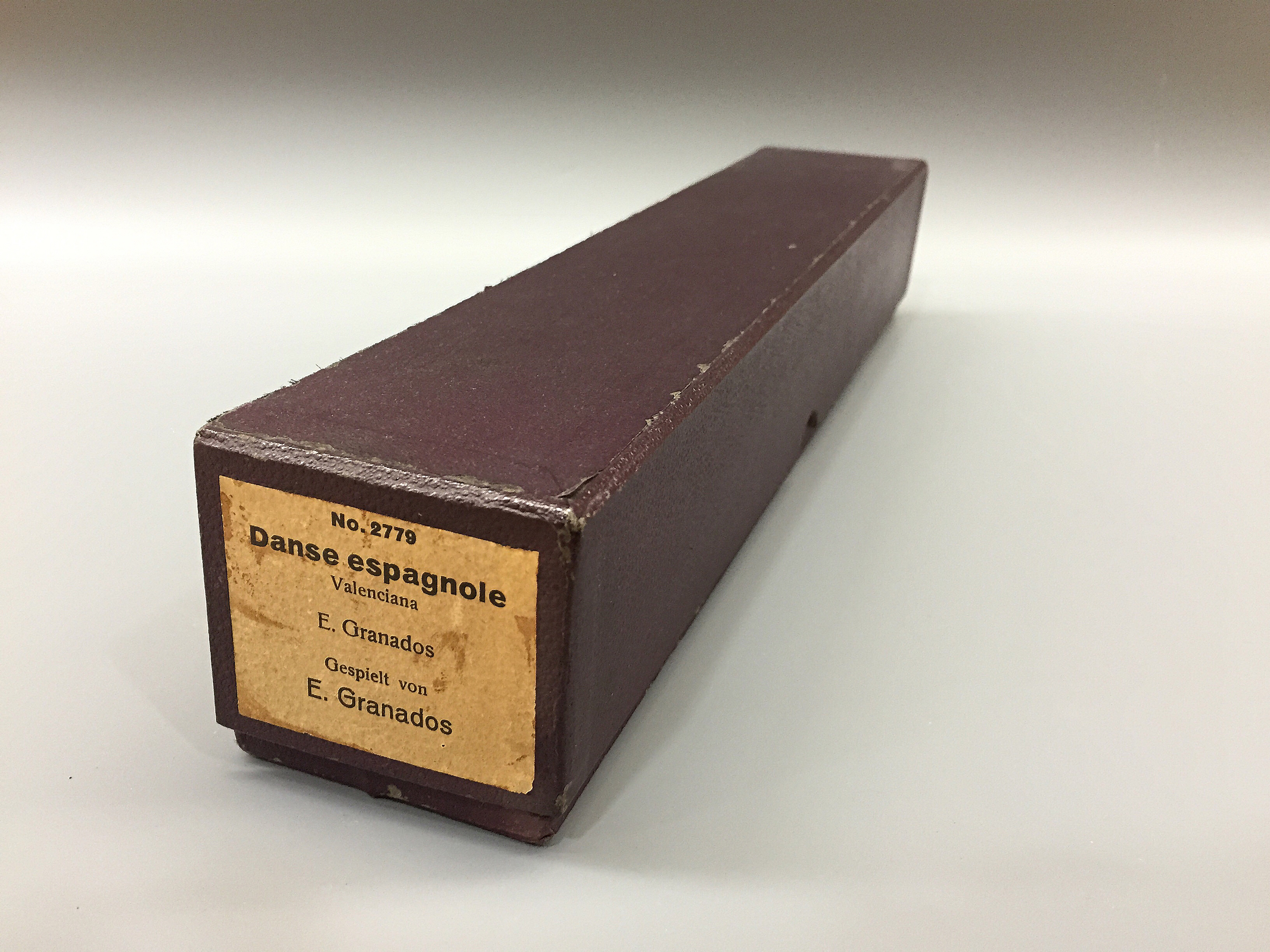
Notenrolle – Welte-Mignon
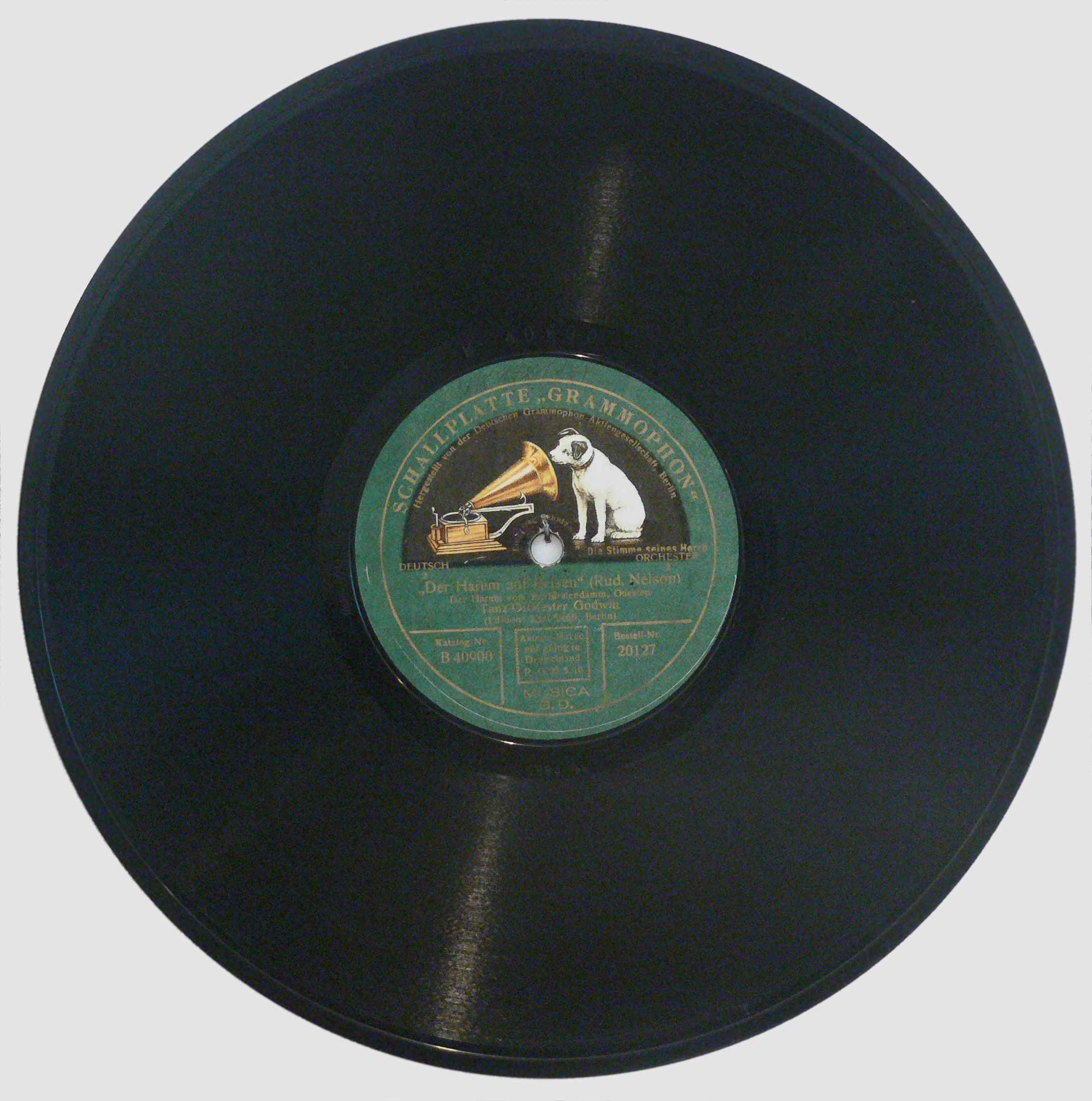
Schellackplatte – Deutsche Grammophon: Rudolf Nelson, Der Harem auf Reisen mit Tanz-Orchester Paul Godwin (aufgenommen am 11. Oktober 1924)
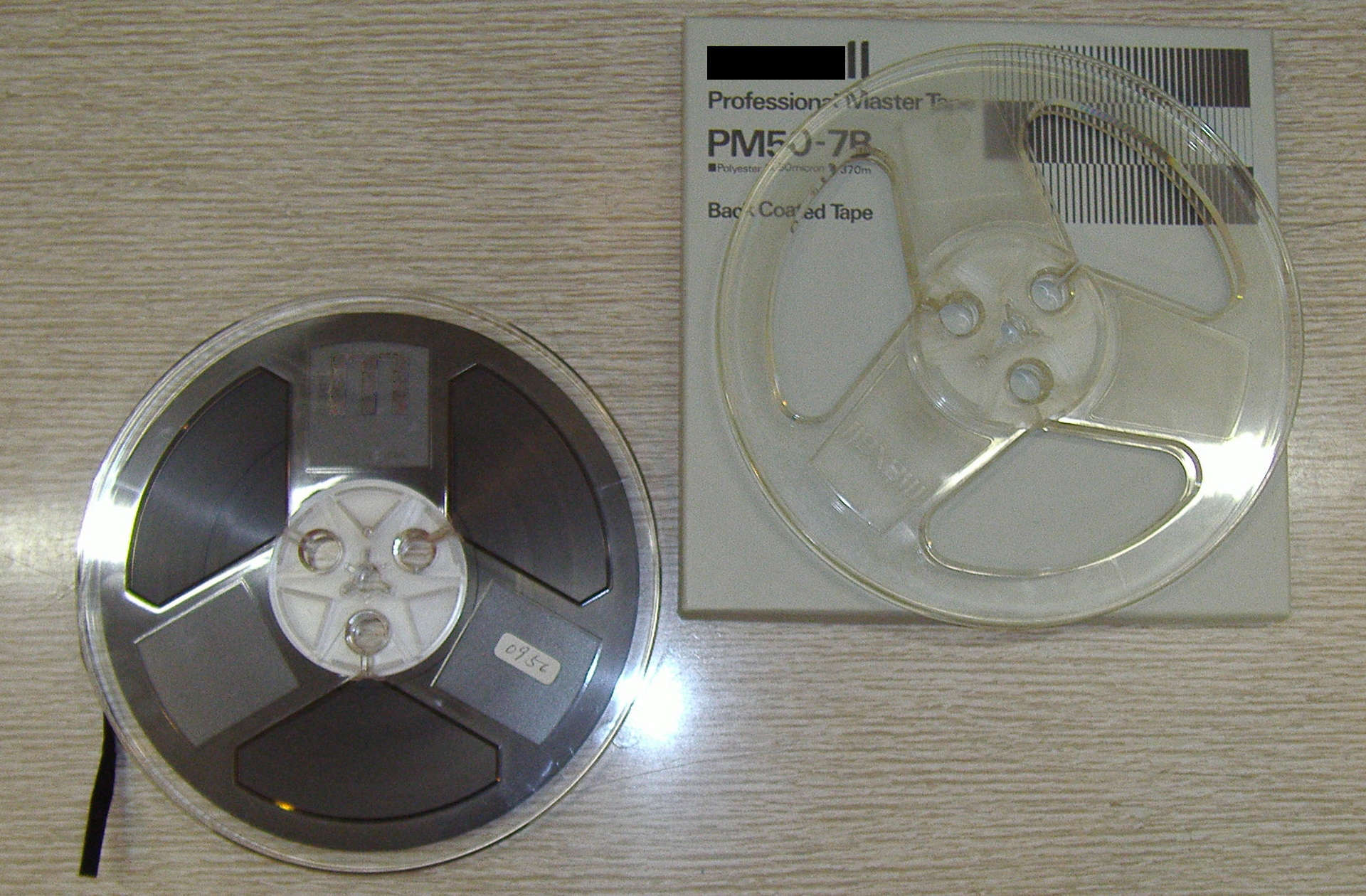
Tonband – auf einer Spule
Vinyl-Single – The Chords – Sh-Boom (aufgenommen am 15. März 1954)
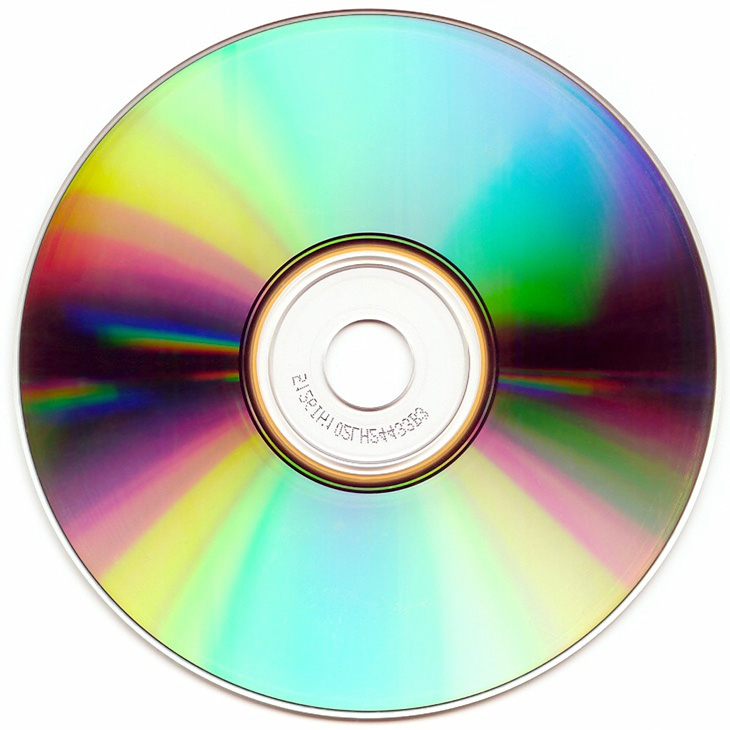
Compact Disk – Rückseite

Als erste Tonträger der Geschichte gelten die Stiftwalzen, die zur Steuerung von Musikinstrumenten wie beispielsweise Glockenspielen dienten, wie sie unter anderem mit der erhaltenen Uhr von 1387 der Kathedrale von Beauvais verbunden waren. Im Jahre 1599 entstand eine erste Orgeluhr nach dem gleichen Prinzip. Der Universalgelehrte Athanasius Kircher beschrieb erstmals 1650 die Herstellung von Glockenspielen mit Laufwerken und Stiftwalzen.
Der in die USA ausgewanderte Emil Welte erhielt für seine perforierte Notenrolle zunächst am 2. Januar 1883 ein US-Patent (287.599) und am 28. Oktober 1883 das deutsche Reichspatent (DRP 26.733), abspielbar unter anderem auf Dampforgeln, Drehorgeln oder einem Orchestrion. Die Notenrolle war damit der einzige, auf mehreren Wiedergabegeräten (hier: Musikinstrumente) funktionierende Tonträger. Zur gleichen Zeit begann die Entwicklung der Phonographenwalze.
Mit der Erfindung der Schellackplatte durch Emil Berliner im Oktober 1896 begann das Zeitalter der Schallplatte, dem lange Zeit einzigen und wichtigsten Tonträger, dessen Massenproduktion den Typus der Schallplattenfirma hervorbrachte. Bei der Entwicklung der Langspielplatte wurde auch berücksichtigt, die Spieldauer durch Herabsetzung ihrer Umdrehungsgeschwindigkeit zu verlängern. So wurde im September 1931 die erste Langspielplatte mit 33 1⁄3 Umdrehungen pro Minute in New York City vorgestellt. Die erste Single mit 45 Umdrehungen pro Minute brachte RCA Victor im März 1949 von Paul Wing mit dem Musiktitel "Pee-Wee the Piccolo" (RCA Victor 47-0146, aufgenommen am 7. Dezember 1948) auf den Markt.
Weder die Erfindung des Tonbandes (1928), das zunächst in Radiostationen und dann in Tonstudios zum Einsatz kam, noch die Einführung der Musikkassette (1963) konnte an der Vormachtstellung der Schallplatte etwas ändern. Tonbänder waren die ersten von vorneherein ausschließlich unbespielten Tonträger, Musikkassetten kamen als bespielte und später auch unbespielte auf den Markt.
Erst als im September 1982 Philips und Sony im Rahmen eines Joint Venture die Compact Disk (CD) als neuen, digitalen Tonträger in der Musikindustrie einführten, wurde die Schallplatte verdrängt und vom Massenmarkt auf den Nischenmarkt verwiesen. Erstmals übertraf die CD im Jahre 1989 mit 56,9 Millionen verkauften Stück in Deutschland die LP (48,3 Mio. Stück). Damit hatte die digitale Revolution auch die Tonträger erfasst. Erst 1994 erschien die durch den Käufer bespielbare CD Recordable. Durch die parallel von Tonträgerunternehmen angebotenen verschiedenen Tonträgerarten avancierten die Unternehmen zu Mehrproduktunternehmen.

## Arten
Tonträger werden seit der Digitalisierung danach unterschieden, ob sie analoge oder digitale Daten enthalten.
| Tonträger analoge Daten (Jahr der Verbreitung) | Tonträger digitale Daten (Jahr der Verbreitung) |
| --- | --- |
| Stiftwalze (1387), Notenrolle (1883), Phonographenwalze (1885), Schellackplatte (1898), Tondraht (1898), Selbstschnittfolie (1900?), beidseitig abspielbare Schallplatte (1904), Notenrolle (industriell, 1909), Tonfilm (Lichtton; 1922), Tonscheibe (1925), Tonband (1928), Schallband (1936), Dictabelt (1947), Vinyl-Single mit Mikrorille (1947), Vinyl-Langspielplatte mit Mikrorille (1948), Magnettonplatte (1948), Tonfilm (Magnetton; 1949), Stereo-Tonband für Verbraucher (1953), Stereo-Langspielplatte (1958), RCA-Kassette (1958), Schallpapier (1959), Fidelipac (1959), Stereo-Pak (1962), Musikkassette (1963), Sabamobil (1964), Sanyo Micro Pack 35 (1964), DC-International (1965), 8-Spur-Kassette (1966), PlayTape (1966), Minicassette (1967)/Microcassette (1969) für Diktiergeräte, Elcaset (1976), Vinyl-Maxi-Single (1976), Bildplatte (1978), Laservisiondisc (1980). | Compact Disc (1982), Digital Audio Tape (1990), Digital Compact Cassette (1992), Mini-Disk (1992), CD Recordable (1994), Flash-Speicher (1995), DVD (1997), Super Audio Compact Disc (2001), DVD-Audio (2001), Blu-ray Disc (2006), Music Video Interactive (2007) |

Während Stummfilme zu den Bildträgern gehören, stellen Tonfilme eine Mischform dar. Da bei ihnen jedoch optische Eigenschaften überwiegen, gehören sie ebenfalls zu den Bildträgern.

## Exoten von Tonträgern
- Cantata 700 (1965)
- Picocassette (1985)
- Pocket Rockers (ca. 1987)
- NT-Cassette (ca. 1992)
- VinylDisc (2007)
- Reditune (1957, modifizierter Fidelipac Typ C; Funktionen wie ein Tonband, beidseitig bespielt)[9]

## Wirtschaftliche Aspekte
Tonträger sind typische Komplementärgüter, denn sie stiften dem Verbraucher meist nur dann optimalen Nutzen, wenn sie auf einem passenden Wiedergabegerät abgespielt werden. „Passendes Wiedergabegerät“ wiederum weist auf einen Lock-in-Effekt hin, denn Wiedergabegeräte sind stets nur für spezifische kompatible Tonträger vorgesehen. Der Konsument muss zunächst ein Wiedergabegerät kaufen, um danach bestimmte Tonträger hierauf abspielen zu können.
Der Vertrieb von Tonträgern ist das Kerngeschäft der Musikindustrie. Der Markt für Tonträger hieß zunächst Schallplattenmarkt, bis mit den Musikkassetten eine weitere Trägerart hinzukam und deshalb seither vom Tonträgermarkt gesprochen wird. Entsprechend wandelte sich die Plattenfirma zum Tonträgerunternehmen. Auf dem heutigen Tonträgermarkt werden Compact Disk (CD), Blu-ray Disc, Schallplatte und Musikkassette als Handelsobjekte gehandelt. Neben bespielten Tonträgern gibt es auch vom Käufer noch zu bespielende Tonträger, so genannte Leermedien.
Bespielte Tonträger sind stets mit einem Urheberrecht verbunden, durch das die Urheber (Komponisten, Liedtexter, Musikverlage) ein alleiniges Veröffentlichungs- (§ 12 UrhG), Vervielfältigungs- (§ 16 UrhG) und Verbreitungsrecht (§ 17 UrhG) besitzen. Durch die Entwicklung unbespielter Tonträger (CD, Tonband) ist deshalb die Thematik der Raubkopien und Bootlegs aufgekommen.